# Region Chūgoku

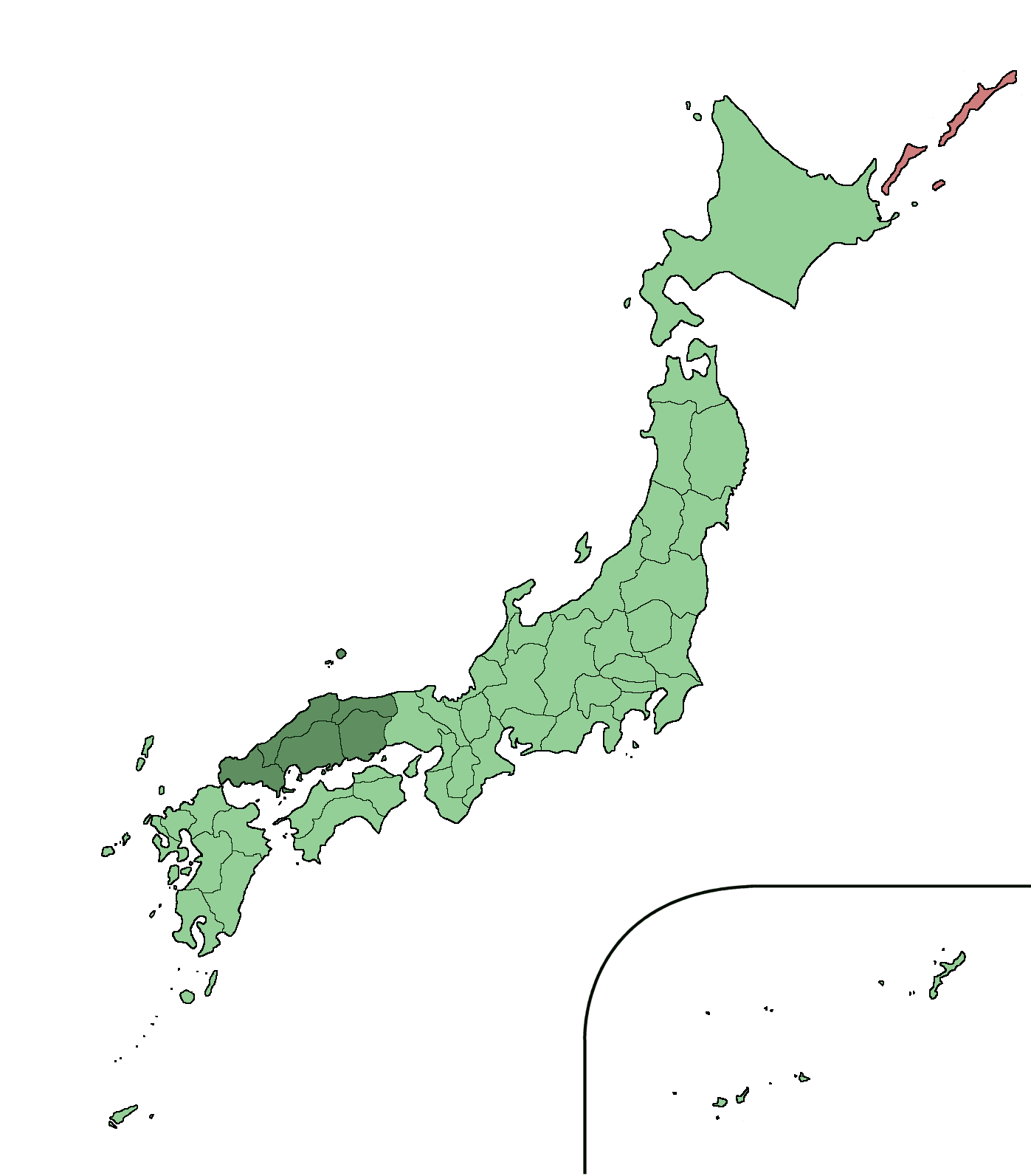
Region Chūgoku

Region Chūgoku (jap. 中国地方 Chūgoku-chihō) inaczej: region San’in-San’yō (jap. 山陰山陽地方 San’in- San’yō-chihō) – najbardziej na zachód wysunięty region Honsiu, głównej wyspy Japonii. Graniczy z regionem Kinki. Składa się z prefektur: Hiroshima, Yamaguchi, Shimane, Tottori i Okayama.